# 城戸口寛
城戸口 寛（きどぐち かん、1958年 - ）は、日本の構成作家、小説家である。

## 来歴
1958年、東京都荒川区生まれ。荒川区立瑞光小学校、荒川区立南千住中学校（現・南千住第二中学校）、東海大学高輪台高等学校（現・東海大学付属高輪台高等学校）、東海大学文学部広報学科（現・広報メディア学科）卒業。
大学在学中よりテレビ・ラジオの構成作家として活躍し、1993年4月には『おタクの恋』（スコラ社刊）で小説家デビューを果たす。

## 作品

### テレビ
いずれも「構成」としての参加。
- スター爆笑Q&A
- 笑点
- 小川宏ショー
- 天才・たけしの元気が出るテレビ!!
- ねるとん紅鯨団
- ダウンタウンのガキの使いやあらへんで!!

ほか多数

### 小説
- 『おタクの恋』 - 1993年4月刊行、ISBN 9784796201131

帯には松本人志から推薦文「これはすごい……読んでないけど」が寄せられた。